# Cratere Kibuye
Kibuye  è un cratere sulla superficie di Marte.